# Смолевицька сільська рада
Смолевицька сільська рада (біл. Смалявіцкі сельсавет) — колишня адміністративно-територіальна одиниця в складі Смолевицького району розташована в Мінській області Білорусі. Адміністративним центром було село — Смолевичі.
Смолевицька сільська рада булав розташована в центральній частині Білорусі, і в центрі Мінської області орієнтовне розташування — супутникові знімки [Архівовано 25 серпня 2011 у WebCite].
Рішенням Мінської обласної ради депутатів сільську раду було ліквідовано.